# Pod Łysiną
Pod Łysiną – przełęcz w Paśmie Łysiny w Beskidzie Małym, pomiędzy szczytami Ścieżków Groń (Łysina) i Zamczyska (Czoło). Nazwę przełęczy i wysokość (około 710 m) podaje Aleksy Siemionow, na topograficznej mapie Geoportalu przełęcz ma wysokość około 720 m. Znajduje się na otwartym terenie (łąki) wsi Łysina w województwie śląskim, w powiecie żywieckim, w gminie Łękawica.
Przez przełęcz biegnie zielony szlak turystyczny. Z odkrytych terenów przełęczy i jej okolic panorama widokowa na całe Pasmo Babiogórskie i Jałowieckie, Tatry, Grupę Wielkiej Raczy, Grupę Pilska i Beskid Śląski. W lesie w pobliżu przełęczy, na południowy zachód od niej znajduje się wąwóz Zamczysko na Łysinie, a nim Jaskinia Lodowa w Zamczysku. Na skałach uprawiana jest wspinaczka skalna i bouldering.
Szlaki turystyczne
 Kocierz Rychwałdzki – Ścieżków Groń – Pod Łysiną – Zamczyska (Czoło) – Przełęcz Płonna – Płonne – Kucówki – Czarne Działy – Gibasówka – Gibasów Wierch (Wielki Gibasów Groń) – Przełęcz pod Madohorą – Madohora (Mlada Hora) – rozstaje Anuli – Smrekowica – rozdroże pod Smrekowicą – Suwory – Krzeszów.